# Sekthaus Raumland

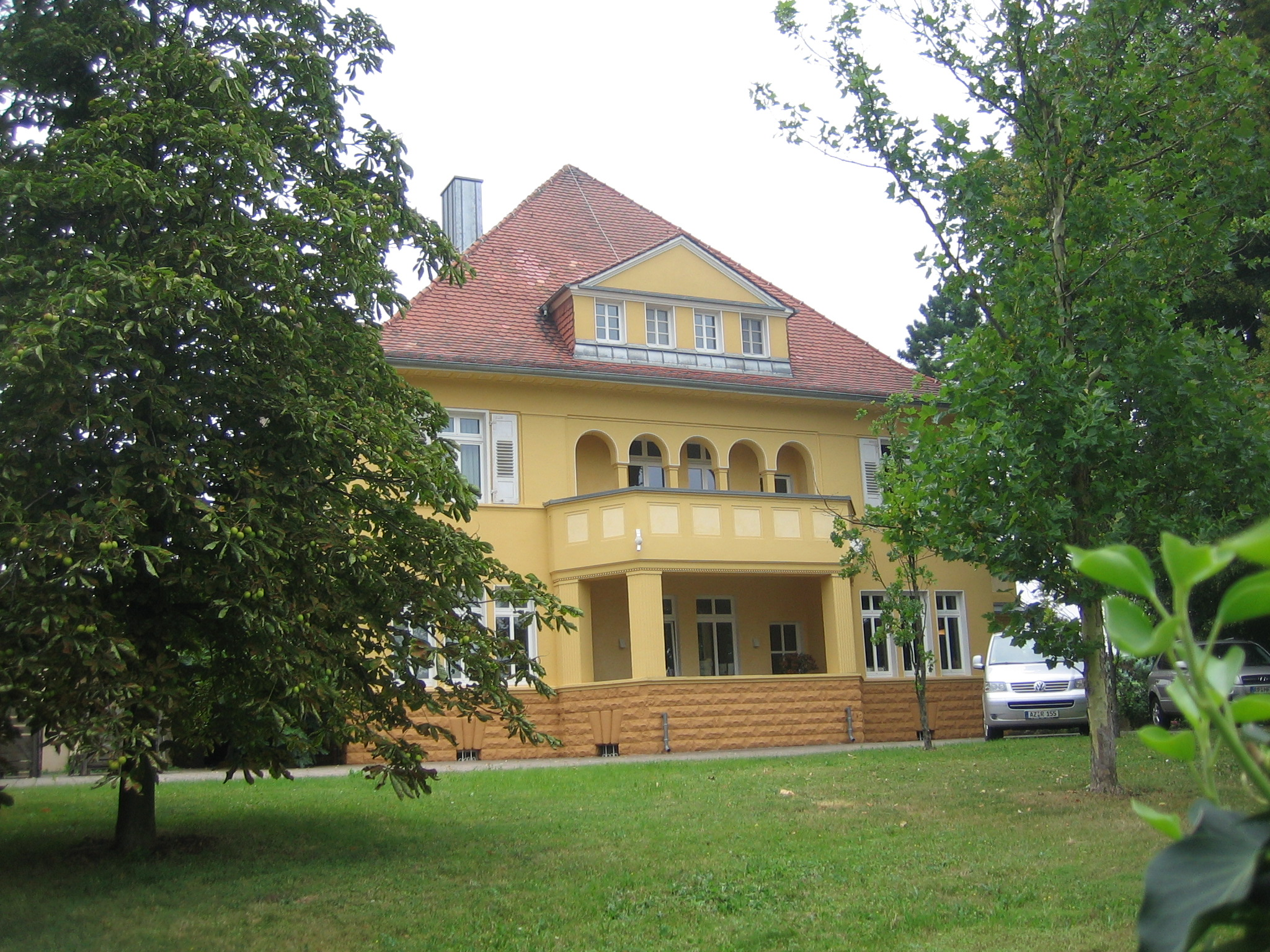
Maison Sekthaus Raumland

La maison Sekthaus Raumland est un domaine viticole dont le siège est à Flörsheim-Dalsheim.

## Histoire
Le domaine est créé par Volker Raumland en 1984. À partir de janvier 2020, Sekthaus Raumland devient membre de Verband Deutscher Prädikats- und Qualitätsweingüter (VDP) Hesse-Rhénane.
Volker Raumland (* 1955) est le deuxième fils du couple de vignerons palatins Willi et Hedwig Raumland à Bockenheim an der Weinstraße. Volker Raumland a d'abord effectué un apprentissage de commis industriel à Mannheim. Puis a travaillé dans l'entreprise de ses parents, avant d'étudier l'œnologie et la technologie des boissons à la Haute école d'ingénieurs située à Geisenheim en Allemagne de 1980 à 1984.
Avec d'autres étudiants de Geisenheim, Raumland a développé l'idée d'une cave à vin mousseux mobile dans un cours d'économie d'entreprise. Ceci était basé sur les efforts de nombreux viticulteurs pour offrir leur propre vin mousseux, mais ils n'avaient pas les connaissances spécialisées et les installations nécessaires pour le produire.
Après avoir d'abord produit du vin mousseux principalement pour des besoins externes, Raumland commercialisa lui-même son vin mousseux. Raumland a d'abord produit des vins de base adaptés à l'élaboration de vins mousseux afin de répondre aux conditions requises pour obtenir des vins mousseux de première qualité. Terroir approprié, raisins sains, culture écologique, vendanges manuelles soignées et pressurage doux sans macération sont à la base de sa philosophie. Les moûts sont soumis à une fermentation malolactique, à une dégradation biologique acide, selon les besoins, afin de minimiser l'ajout de soufre. Le vignoble de Dalsheim et de ses environs s'étend sur 10 ha.
Comme déjà au début de la production, aujourd'hui encore, une grande valeur est attachée à l'économie de cave orientée vers la qualité. La durée de conservation minimale légale d'un an pour les vins mousseux de qualité est souvent nettement dépassée. Certains vins effervescents ne sont vendus qu'après dix ou douze ans, ce qui nécessite bien sûr des capacités de stockage correspondantes et un fort investissement en capital.
Le produit phare de la maison de vins effervescents s'appelle “Triumvirat” et est orienté vers la production de champagne. Il s'agit d'une cuvée de la propriété individuelle "Dalsheimer Bürgel", qui s'étend exactement à l'ouest du centre de Dalsheim. Il est composé de Pinot Noir, Pinot Meunier et Chardonnay. En 2010, le 5ème Triumvirat - Grande Cuvée Brut est mis sur le marché. Eichelmann a noté le vin mousseux 91 points, Gault Millau 92 points.
Depuis 1990, Volker Raumland et son épouse Heide-Rose vivent et travaillent dans une villa de style wilhelminien de l'ancien fabricant de meubles Philipp Merkel dans le quartier de Dalsheim avec dix hectares de vignes adjacentes. Heide-Rose Raumland vient de la cave Wöhrwag pres de Stuttgart et leur frère Hans-Peter a étudié avec Volker Raumland à Geisenheim. Ils ont deux filles, Marie-Luise, qui a étudié la gestion, et Katharina Raumland a nommé certains de ses vins mousseux du nom de sa femme et ses filles.

## Dégustation
La Grande Cuvée Triumvirat 2005 millésimée a reçu la note de 92 % dans l'édition 2010 du guide Gault-Millau des vins allemands.